# Onthophagus athiensis
Onthophagus athiensis là một loài bọ cánh cứng trong họ Bọ hung (Scarabaeidae).